# Ammar Abduljabbar
Ammar Riad Abduljabbar (geb. 1. Oktober 1995 in Basra, Irak) ist ein deutscher Boxer im Schwergewicht, der an den 2021 ausgetragenen Olympischen Sommerspielen 2020 in Tokio teilnahm.

## Karriere
Abduljabbar wurde 2018 Deutscher Meister im Schwergewicht und gewann als Teamkapitän mit den Hamburg Giants die Deutsche Mannschaftsmeisterschaft der 2. Bundesliga 2018/19. Im September 2019 nahm er an der Weltmeisterschaft in Jekaterinburg teil und siegte in den Vorrunden gegen Ju Tae-ung und Abdelhafid Benchabla, ehe er im Achtelfinale gegen Hussein Iashaish ausschied.
Im Dezember 2019 gewann er mit Siegen gegen Jonathan Fischbuch, Oronzo Birardi und Eugen Waigel die nationale Olympiaqualifikation und startete daraufhin in die europäische Qualifikation im Juni 2021 in Paris, wo er sich gegen Kostiantyn Pinchuk sowie Uladsislau Smjahlikau durchsetzen konnte und sich damit als bis dahin dritter deutscher Boxer einen Startplatz für die Olympischen Sommerspiele von Tokio sichern konnte. Bei Olympia gewann er den Vorrundenkampf gegen José Lúcar und schied im Viertelfinale gegen Muslim Gadschimagomedow aus.

## Privates
Abduljabbar ist im Irak geboren, folgte 2010 im Alter von 15 Jahren seinem Vater nach Deutschland und erhielt 2018 die Deutsche Staatsangehörigkeit.